# Giuseppe Figuero Beltrán
Giuseppe Figuero Beltrán C.M.F., in spagnolo José Figuero Beltrán (Gumiel de Mercado, 14 agosto 1911 – Barbastro, 15 agosto 1936), è stato un religioso spagnolo, martirizzato a Barbastro durante la Guerra civile spagnola e venerato come beato dalla Chiesa cattolica.

## Biografia
Nacque in una famiglia cristiana, sentì la vocazione precocemente ed entrò tra i claretiani nel 1923. Fece la professione religiosa il 15 agosto 1928. Nel prosieguo degli studi ha un occhio sempre attento alla situazione politica e sociale. Nel '32 scrive: "...Vorrei sapere se da voi hanno tolto o meno i crocefissi dalle scuole, come sta avvenendo in tante parti..." Alcuni mesi più tardi: "Il Ministro della guerra ha sospeso i privilegi che finora la legge concedeva a religiosi ed ecclesiastici. Il Diritto Canonico proibisce severamente l'ordinazione sacerdotale a coloro che non hanno ancora assolto il servizio militare."
Nel '35 torna sull'argomento: "Quando celebrerò la prima Messa? La risposta a Gil-Robles. Tutti speravano che avrebbe fatto revocare il decreto Azaña sulla leva dei seminaristi e dei religiosi. Come vedi, il tempo passa e il decreto resta."
Si preparava al sacerdozio dedicantosi alla catechesi, nel '35 scrive: "Ogni domenica e nei giorni festivi faccio il catechismo ai bambini di una chiesa vicina al seminario." Nel luglio del 1936 si trovava a Barbastro, aveva terminato gli studi e la preparazione ed era pronto all'ordinazione sacerdotale.
Era di carattere semplice ed era spesso di buon umore; lavorava con serietà e sembrava non essere interessato al fatto che i professori e i compagni lo stimassero.
Il 20 luglio 1936 il seminario venne assaltato e perquisito dalle milizie anarchiche per cercare delle armi. Insieme alla maggior parte dei confratelli Giuseppe venne arrestato e rinchiuso nel salone degli atti accademici della scuola degli Scolopi, che divenne la loro prigione improvvisata.
Poche ore prima di morire scrisse con polso fermo sul retro di un documento interno questa lettera alla famiglia:
(José, C.M.F.)
Firmò la lettera di offerta alla Congregazione con queste parole:
(José Figuero Beltrán, Firma sulla lettera di offerta alla Congregazione)

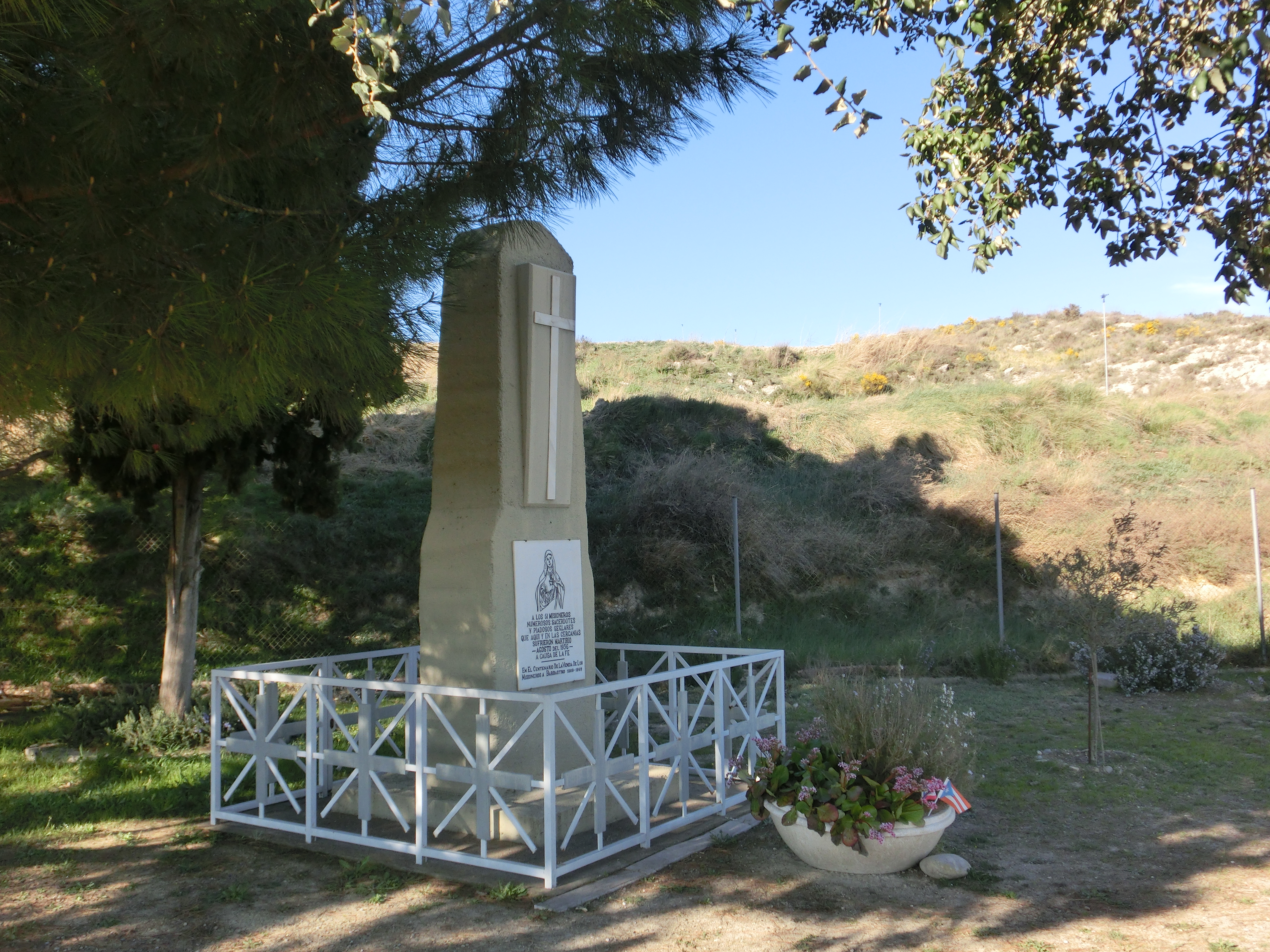
Monumento funebre nel luogo della fucilazione

Insieme a 19 suoi confratelli Giuseppe Figuero Beltrán è stato fucilato nelle prime ore del 15 agosto sul ciglio di una strada fuori città, fece parte del quarto gruppo di claretiani di Barbastro che subirono il martirio. I loro corpi sono stati gettati in una fossa comune.
Nel 2013 è uscito un film sulla vicenda intitolato Un Dio vietato per la regia di Pablo Moreno.

## Culto

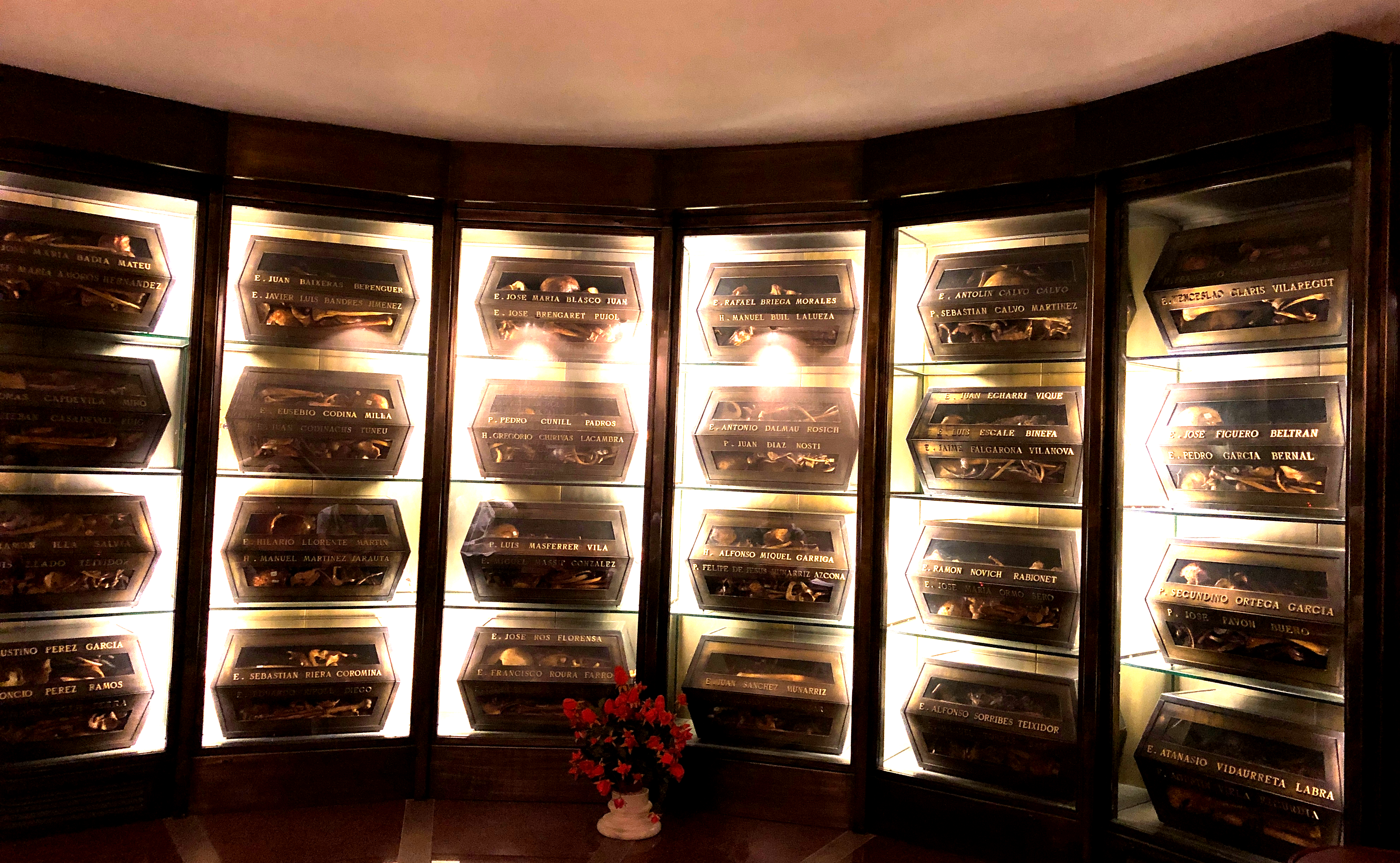
Cripta ubicata sotto all'altare della chiesa annessa al museo dei martiri Claretiani di Barbastro

Dopo la guerra i resti dei martiri furono riesumati dalle fosse comuni e, grazie alle medagliette metalliche cucite dalla lavanderia del seminario sulle loro tonache, è stato possibile risalire ai nomi delle singole persone. I resti sono composti in teche e si possono oggi venerare nella cripta della chiesa annessa al museo.
Il 20 maggio 1947 nella diocesi di Barbastro si aprì il processo informativo circa il martirio che si chiuse il 23 settembre 1949. L’8 febbraio 1961, invece, fu promulgato il Decreto sugli scritti. La dichiarazione di validità del processo, con Decreto del 9 febbraio 1990, portò alla trasmissione della “Positio super martyrio” alla Congregazione delle Cause dei Santi nello stesso anno.
A seguito della riunione della commissione teologica che si tenne il 4 febbraio 1992 e di quella dei cardinali e vescovi della Congregazione si arrivò, il 7 marzo 1992, alla promulgazione del Decreto sul martirio. La beatificazione avvenne a Roma, ad opera di Giovanni Paolo II, il 25 ottobre 1992. 
La Chiesa cattolica lo ricorda il 15 agosto.